# حزب اتحاد دموکرات‌ها (لسوتو)
اتحاد دموکرات‌ها (AD؛ به سوتویی: Lekhotla la Kopano ea Sechaba) یک حزب سیاسی در لسوتو است.این حزب در تاریخ ۱۶ دسامبر ۲۰۱۶ توسط کابلو گیلبرت مافورا و مونینای موللیک تأسیس شد. این حزب از حزب پیشین کنگره دموکراتیک منشعب شده است.

## تاریخچه حزب
حزب اتحاد دموکرات‌ها در دسامبر ۲۰۱۶ توسط کابلو گیلبرت مافورا و مونینای موللیک تأسیس شد، پس از آنکه هر دو از حزب کنگره دموکراتیک به دلیل شکست در چالش رهبری علیه پاکالیتا موسیسیلی معلق شدند. حزب در انتخابات ۲۰۱۷ توانست ۷.۳٪ از آرا را کسب کرده و ۹ کرسی به دست آورد و به چهارمین حزب بزرگ مجلس تبدیل شد. سپس به دولت ائتلافی به رهبری توماس تابانه از کنوانسیون همه باسوتو پیوست. پس از انتخابات ۲۰۲۲، این حزب با حزب انقلاب برای رفاه و جنبش برای تغییر اقتصادی ائتلاف تشکیل داد تا دولتی به رهبری سام ماتکانه ایجاد کند.